# Forza "G"
Forza "G" è un film del 1972, diretto da Duccio Tessari.

## Trama
Gianni Orlando , un rampollo di ricca famiglia, ha sempre sognato di diventare pilota e far parte della Pattuglia Acrobatica Nazionale dell'Aeronautica Militare italiana. Grazie alla sua insistenza riesce a entrare come riserva nelle Frecce Tricolori ma i suoi superiori, pur apprezzando la sua determinazione, non reputano che sia maturo per prendere parte alle esibizioni principali. Durante un'importante competizione con i colleghi della britannica Royal Air Force (RAF) Gianni riesce a convincere i colleghi ad eseguire le figure da lui concepite, portandoli alla vittoria.

## Produzione
Prodotto da Franco Cristaldi.
Produttore esecutivo Fernando Ghia.
Le numerose scene ambientate in basi dell'Aeronautica Militare sono state girate in gran parte nella base di Pratica di Mare (sede del Reparto Sperimentale Volo) e a Rivolto, sede delle Frecce Tricolori.
Nel film ebbe una piccola parte anche la cantante Dori Ghezzi.